# Anché
|  | Per a altres significats, vegeu «Anché (Viena)». |

Anché és un municipi francès al departament de l'Indre i Loira (regió de Centre-Vall del Loira). L'any 2007 tenia 412 habitants.

## Demografia

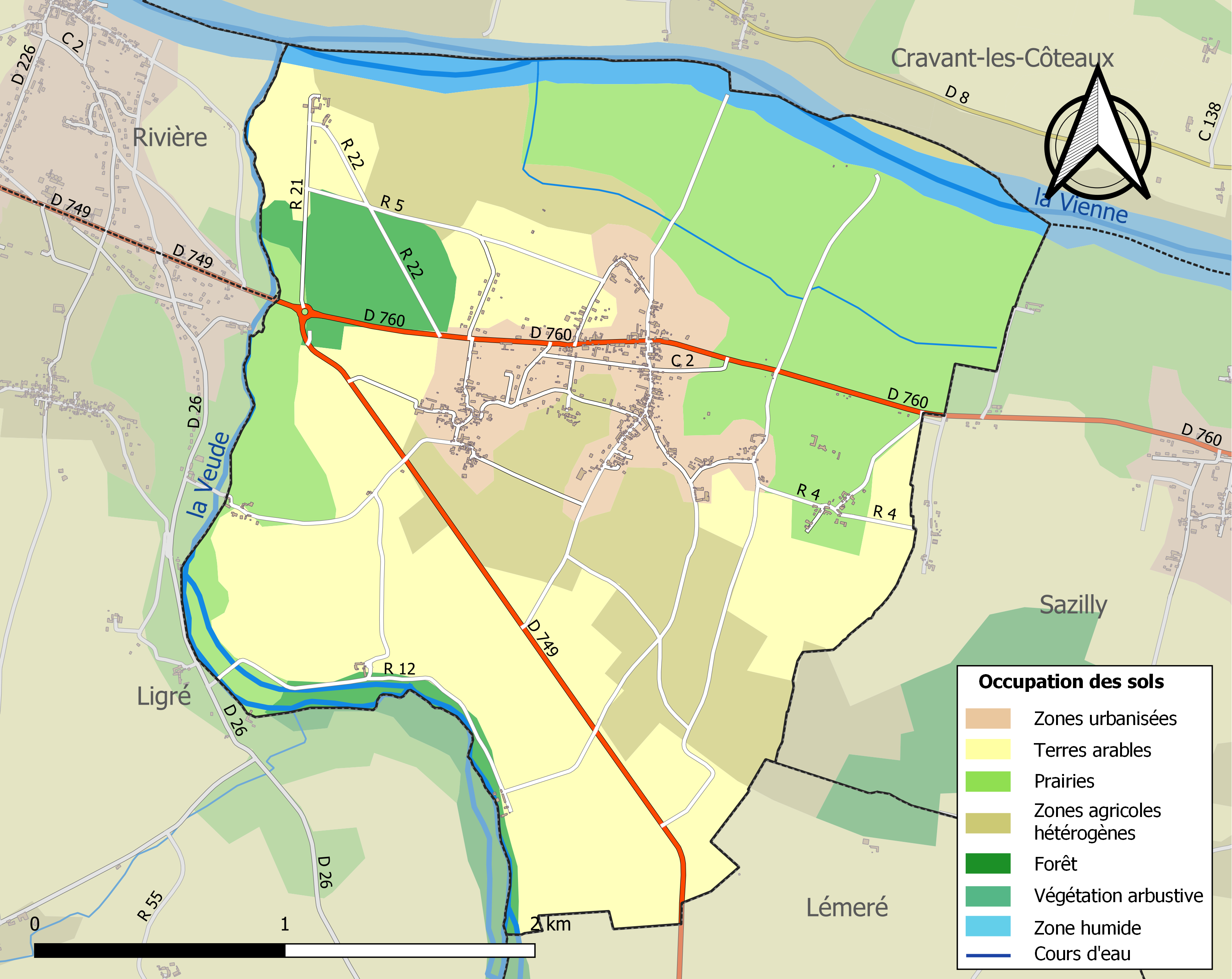
Mapa amb les infraestructures i l'ocupació dels sols del terme municipal el 2018 (Corine Land Cover).

El 2007 la població de fet d'Anché era de 412 persones. Hi havia 178 famílies, de les quals 48 eren unipersonals (24 homes vivint sols i 24 dones vivint soles), 63 parelles sense fills, 55 parelles amb fills i 12 famílies monoparentals amb fills.
La població ha evolucionat segons el següent gràfic:

### Habitatges
El 2007 hi havia 225 habitatges, 179 eren l'habitatge principal de la família, 33 eren segones residències i 13 estaven desocupats. 210 eren cases i 9 eren apartaments. Dels 179 habitatges principals, 141 estaven ocupats pels seus propietaris, 30 estaven llogats i ocupats pels llogaters i 9 estaven cedits a títol gratuït; 4 tenien una cambra, 17 en tenien dues, 21 en tenien tres, 42 en tenien quatre i 96 en tenien cinc o més. 129 habitatges disposaven pel capbaix d'una plaça de pàrquing. A 67 habitatges hi havia un automòbil i a 92 n'hi havia dos o més.

### Piràmide de població
La piràmide de població per edats i sexe el 2009 era:
| Homes | Edats   | Dones |
| ----- | ------- | ----- |
| 0     | 95 o +  | 0     |
| 0     | 90 a 94 | 4     |
| 4     | 85 a 89 | 0     |
| 4     | 80 a 84 | 0     |
| 16    | 75 a 79 | 24    |
| 12    | 70 a 74 | 12    |
| 8     | 65 a 69 | 16    |
| 20    | 60 a 64 | 16    |
| 4     | 55 a 59 | 4     |
| 24    | 50 a 54 | 24    |
| 0     | 45 a 49 | 0     |
| 12    | 40 a 44 | 8     |
| 4     | 35 a 39 | 4     |
| 20    | 30 a 34 | 20    |
| 20    | 25 a 29 | 4     |
| 4     | 20 a 24 | 8     |
| 16    | 15 a 19 | 12    |
| 8     | 10 a 14 | 12    |
| 16    | 5 a 9   | 4     |
| 4     | 0 a 4   | 8     |

## Economia
El 2007 la població en edat de treballar era de 243 persones, 182 eren actives i 61 eren inactives. De les 182 persones actives 169 estaven ocupades (95 homes i 74 dones) i 13 estaven aturades (5 homes i 8 dones). De les 61 persones inactives 29 estaven jubilades, 16 estaven estudiant i 16 estaven classificades com a «altres inactius».

### Ingressos
El 2009 a Anché hi havia 175 unitats fiscals que integraven 404 persones, la mediana anual d'ingressos fiscals per persona era de 17.218 €.

### Activitats econòmiques
Dels 14 establiments que hi havia el 2007, 6 eren d'empreses de construcció, 3 d'empreses de comerç i reparació d'automòbils, 1 d'una empresa de transport, 1 d'una empresa de serveis i 3 d'empreses classificades com a «altres activitats de serveis».
Dels 5 establiments de servei als particulars que hi havia el 2009, 2 eren paletes, 1 guixaire pintor i 2 lampisteries.
L'any 2000 a Anché hi havia 17 explotacions agrícoles que ocupaven un total de 174 hectàrees.

## Equipaments sanitaris i escolars
El 2009 hi havia una escola elemental integrada dins d'un grup escolar amb les comunes properes formant una escola dispersa.

## Poblacions properes
El següent diagrama mostra les poblacions més properes.